# Hancock megye (Tennessee)
Hancock megye az Amerikai Egyesült Államokban, azon belül Tennessee államban található. Megyeszékhelye és legnagyobb városa Sneedville. Lakosainak száma 6662 fő (2020. április 1.). Hancock megye Lee, Scott, Hawkins, Grainger és Claiborne megyékkel határos.

## Népesség
A megye népességének változása:
| Lakosok száma | 6821 | 6703 | 6716 | 6679 | 6572 | 6662 |
|               | 2010 | 2011 | 2012 | 2013 | 2015 | 2020 |